# Сідельник Григорій Герасимович

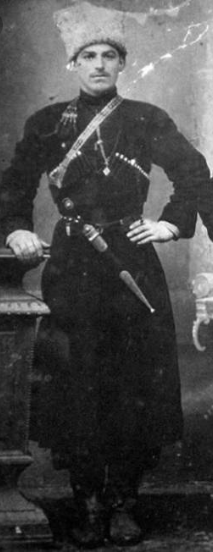
Грицько Сідельник. 1910-ті роки

Григорій Герасимович Сідельник (? — 1921) — повстанський ватажок на Кубані.

## Життєпис
Син багатого козака зі станиці Старощербинівської.
Учасник 1-ї Світової війни у званні вахмістра кавалерії російської армії.
Після більшовицької окупації Кубані, організував партизанський загін який налічував до 25 вершників. Стрілецький підрозділ більшовиків в складі 120 бійців при трьох кулеметах йшло з Єйська похідним маршем між станицями Старощербинівська і Старомінська. Група Сидельника з 15 вершників раптово серед білого дня напала на ворога і знищивши всю роту, залишивши в живих лише одного фельдшера.
Загинув Сідельник від випадкової кулі в станиці Новощербинівська. Товариші по зброї поховали його на одному з хуторів. Через деякий час червоні виявили його могилу, витягли труп і привезли в станицю Старощербинівська. Там тіло ворога більшовиків всенародно спалили на народній площі.